# Computer telephony integration
Computer telephony integration (CTI) is de samenwerking tussen een telefooncentrale en een
computernetwerk (LAN). Deze technologie integreert dus het communicatiesysteem in het
datanetwerk waardoor men onder andere binnenkomende en uitgaande telefoongesprekken kan beheren
via de computer.

## CTI-evolutie
Het begrip CTI kwam voor het eerst ter sprake in de jaren 60 om het administratieve proces in een
bedrijf te verbeteren. Aangezien de mogelijkheden van de computers in die tijd zeer beperkt
waren, kon dit concept voorlopig niet verder worden uitgewerkt
In de jaren 70 werd CTI meer en meer gecommercialiseerd voor de aansturing van een PBX door
middel van een mainframe computer. Omdat deze eerste generatie computers zeer duur en vrij
onbetrouwbaar waren, werden deze dan ook niet al te veel gebruikt.
De CTI-architectuur zorgde pas vanaf 1980 voor een eerste samenwerking tussen PBX'en en
computers, maar de interfaces waren verschillend voor elke fabrikant.
In de jaren 90 kwam de CTI-markt echt op gang. Dit was vooral te danken aan de computers die
voortdurend moderner en populairder werden en aan de introductie van LAN-netwerken in kantoren en
bedrijven. De CTI-technologie moest dus mee evolueren, waardoor er verschillende standaarden
voor CTI-interfaces werden ontwikkeld door onder andere het ISO (International  Organization for Standardization).

## CTI-modellen
Men kan CTI onderverdelen in twee categorieën/modellen. Zo wordt er onderscheid gemaakt in de
manier waarop de interface van het telefoniesysteem geïmplementeerd wordt:

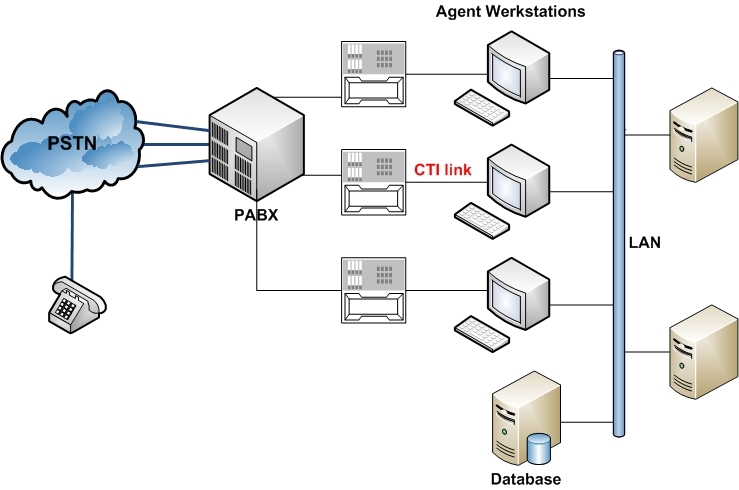
First Party Control

First Party Control is zonder twijfel de makkelijkste manier om te implementeren. Bij dit model
bestaat er een directe communicatie met de agent werkstations, die rechtstreeks in verbinding
staan met de terminal (telefoon, fax, modem...). Binnenkomende oproepen kunnen dus
rechtstreeks op het scherm van de computer weergegeven en beantwoord worden.

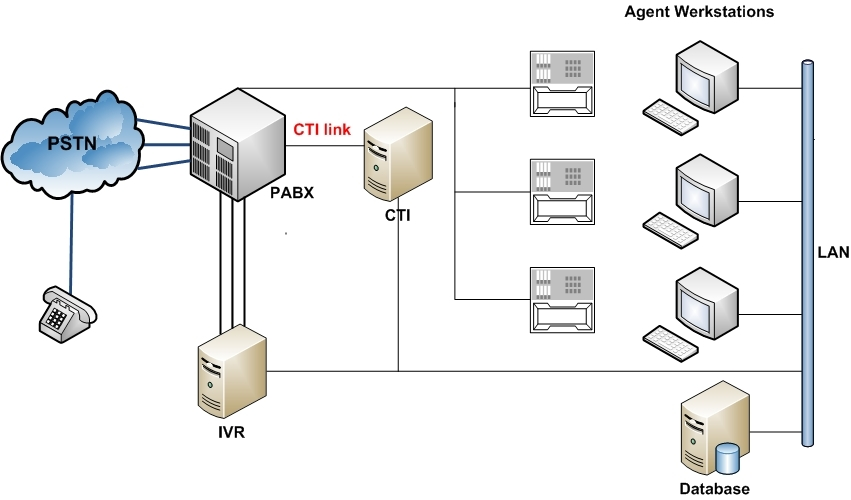
Third Party Control

Bij Third Party Control verloopt de communicatie over een CTI-server die op de PABX van het
telefoonnetwerk is aangesloten, waardoor men allerlei informatie kan bekomen zoals de status van
de terminals, de gespreksgegevens, de gesprekskosten...
In principe is de klant dus niet direct verbonden met het werkstation, maar met de CTI-server. Om
die reden kan men deze server ook beschouwen als proxyserver.
Een voorwaarde die voor beide modellen geldt, is dat de terminals en de telecommunicatie-installatie
over een juiste interface beschikken, waardoor men door middel van de geschikte software
het volledig systeem kan aansturen.

## Standaarden
Om de ontwikkeling van CTI-toepassingen nog meer aan te moedigen, heeft men in de loop der
jaren verschillende standaarden ontworpen. Zij definiëren een hoop klassen en functies, die de
wisselwerking tussen de computer en het telefoonnetwerk mogelijk maken. Hieronder volgen de
bekendste standaarden in chronologische volgorde:

### CSTA
CSTA (Computer Supported Telecommunications Applications) is de naam van de eerste
gestandaardiseerde interface ontwikkeld in 1992 door de ECMA (European Computer
Manufacturers Association) waardoor de computer en PABX met elkaar kunnen communiceren.

### TAPI
De eerste versie van deze interface verscheen voor het eerst in 1993 en is ontwikkeld door
Microsoft. TAPI was in de eerste plaats bestemd voor computers met Windows 95 en Windows
NT4. De tweede versie kwam iets later uit en was vooral gericht op klant/server toepassingen.
Ten slotte werd op aanvraag van het ITU-T nog een derde en laatste versie ontwikkeld die in stond voor
internet-telefonie en multimedia-toepassingen.

### TSAPI
TSAPI is ontwikkeld door Novell en AT&T (als bedrijfsonderdeel afgesplitst naar Lucent Technologies) en
verscheen net zoals TAPI in 1993. Aangezien deze standaard gebaseerd is op die van CSTA kan men 
deze ook enkel gebruiken in het 'Third Party Control Model'.

### JTAPI
Deze standaard kwam uit in 1997. Verschillende organisaties waaronder Sun Microsystems, IBM,
Lucent Technologies, Novell en Avaya hebben hier aan meegewerkt. JTAPI valt dan
ook net zoals TAPI zowel in het 'First als Third Party Control Model' te implementeren.

## Voordelen
Persoonlijke en snelle benadering van de klant
De klant wordt onmiddellijk herkend op basis van zijn telefoonnummer. Tevens bestaat de 
mogelijkheid om de aan hand van een rapportage van de niet-beantwoorde gesprekken de klanten 
diezelfde dag nog terug te contacteren. Door deze service verhoogt men zijn klantvriendelijk imago.
Efficiëntie gekoppeld aan tijdwinst
Alle klantgegevens zijn direct beschikbaar waardoor de telefoongesprekken drastisch ingekort 
worden. Het uitgaand telefoonverkeer wordt tot stand gebracht door één muisklik vanuit uw database. 
Dit maakt het intoetsen van telefoonnummers overbodig.
Comfort en verlaging werkdruk
Bij inkomende oproepen verschijnt er een pop-up die alle relevante informatie verschaft over uw klant. 
Extra info kan aangevuld worden tijdens het gesprek. De opgeslagen notities kunnen bij een volgend contact 
geraadpleegd worden.
Kostenbesparing
De bezettingsgraad van het personeel kan worden aangepast op piekmomenten. Het telefoonverkeer wordt 
volledig geregistreerd en men kan door middel van deze rapportage het aantal medewerkers efficiënt benutten. 
Het uitbellen via PC en de automatische pop-ups geven een behoorlijke tijdwinst en dit betekent besparing. 
Extra kosten bij foute leveringen zijn zo goed als uitgesloten daar de klantinfo verschijnt bij elk 
telefonisch contact en kan gecheckt worden.
Betere bereikbaarheid
Door het gebruik van CTI is de telefonische bereikbaarheid van uw bedrijf optimaal. Geen lange 
wachttijden meer dankzij de vlotte communicatie.

## Toepassingen
De toepassingen van CTI zijn zeer uiteenlopend. Hieronder volgen de belangrijkste:

### Inkomende gesprekken
- Automatic call distribution (ACD) verdeelt de inkomende gesprekken gelijk over het beschikbare personeel.
- Interactive voice response (IVR) of het automatisch doorsturen naar de meest geschikte medewerker.
- Pop-up weergave: De bediende kan de gegevens van de klant die opgeslagen zijn in de database bekijken aan de hand van een popup op het computerscherm voordat hij deze oproep beantwoordt.
- Intelligent routing is een variatie op ACD.

### Uitgaande gesprekken
- Automatisch bellen: Men belt een willekeurig telefoonnummer uit de database. Wanneer de verbinding tot stand is gekomen stuurt men dit gesprek door naar een computerscherm van een van de beschikbare medewerkers.
- Gericht bellen zorgt ervoor dat er automatisch gebeld wordt naar de klanten die relevant zijn voor een bepaald item. Er wordt enkel een medewerker doorverbonden als de klant de oproep beantwoordt .
- Internet telefonie: Een klant kan zich via een website op het internet laten terugbellen door op een knop te drukken zodat hij direct verder wordt doorverbonden.

### Andere toepassingen
- PC Telefonie gebruikt een pc als telefoon om via het internet te communiceren met een andere PC of telefonie-terminal.
- Schermoverdracht bestaat tussen de PC's van twee medewerkers wanneer het computerscherm van het ene werkstation wordt getransporteerd naar het andere zodat ze hetzelfde scherm delen.